# 白神守
白神 守（しらがみ まもる、1944年2月28日 - 2014年3月）は、日本の男子バレーボール選手、指導者。

## 略歴
台湾出身。千葉県印旛郡育ち。県立船橋高校から中央大学を経て、1966年に日本鋼管男子バレーボール部に入部。1968年メキシコオリンピックに出場し銀メダリストを獲得した。
国内では、第3回日本リーグにおいてチームの優勝に大きく貢献し、MVP・ベスト6・スパイク賞を獲得した。
現役引退後は、同チームのコーチを経て、1980年度は監督を務めた。